# Hans Kliment jr.
Hans Kliment jr. (Wenen, 27 oktober 1906 - Baden bei Wien, 19 januari 2006) was een Oostenrijkse componist, dirigent, arrangeur en muziekuitgever.

## Levensloop
Kliment jr. kwam door zijn vader Hans Kliment sr. al vroeg in contact met de muziek. Alhoewel hij een opleiding kreeg als handelaar was hij immer eng met de muziek verbonden. Hij studeerde piano, muziektheorie en compositie bij Richard Maux, die docent aan de Weense hogeschool voor muziek was. Hij werd opvolger als dirigent in het eigen orkest van zijn vader. 
Natuurlijk werkte hij later in de muziekuitgave van zijn vader en arrangeerde en componeerde eigen werk. Zowel Hans Kliment sr. als Hans Kliment jr. waren als componisten en arrangeurs bezig, maar door de (eigen) muziekuitgeverij werd niet gedocumenteerd welke persoon nu welk werk geschreven heeft en daarom worden als volgt alle werken van beide componisten op één rij geplaatst. Werken, die na de datum van overlijden van Hans Kliment sr. gepubliceerd werden zijn hier natuurlijk als werken van Kliment jr. gedocumenteerd.

## Composities

### Werken voor harmonieorkest
- 1926: - Divertissement aus Jacques Offenbachs "Hoffmanns Erzählungen"
- 1931: - Alleweil lusti, fesch und munter
- 1931: - Melodienkranz aus Suppés Werken
- 1932: - Festklänge
- 1932: - Straussklänge
- 1932: - Verdianer Potpourri
- 1935: - Unter Österreichs Fahnen, grote marsenselectie over de bekendste Oostenrijkse militaire marsen
- 1936: - Wiener Operettenklassiker
- 1938: - Sehnsuchtsträume, wals[2]
- 1943: - Feuriges Blut, Spaanse dans
- 1943: - Kreuzfidel, humoristische polka voor 2 klarinetten en harmonieorkest
- 1947: - Im Volkston
- 1947: - Schön ist die Jugend
- 1947: - Weinlaune
- 1949: - Aus Zellers Operetten
- 1949: - Wachauer Märchen
- 1950: - Strauß und Lanner
- 1954: - Goldene Jugend, wals
- 1956: - Heckenrosen, wals
- 1958: - Träume vom Neusiedlersee, wals
- 1964: - Ouverture Festival
- 1969: - Rosen der Liebe, wals
- 1984: - Der Musikerstreik, humoristische scène
- 1986: - Die Wache der Königin, ouverture
- 1993: - In modo ritmico
- 1993: - Fantasie uit Georges Bizets opera "Carmen"
- 1999: - Melodienschatz aus aller Welt nr. 1
- 2000: - Wien bleibt Wien - Wienerlieder-Potpourri
- - Absamer Prozessionsmärsche, processiemarsen
- - Verliebte Herzen, wals
- - Waldviertler Marsch
- - Wo die Donau rauscht, wals

### Kamermuziek
- 1999: - Duetten, voor 2 trompetten (of 2 bugels) - vijf volumes

### Pedagogische werken
- 1946: - Beginnersmethode voor Bes-tuba (Anfänger-Schule für B-Baß)
- 1946: - Beginnersmethode voor slagwerk
- 1947: - F-Es-tuba methode (bastrombone in F)
- 1947: - Beginnersmethode voor eufonium (bariton of ventieltrombone (Anfängerschule für Eufonium (Bariton) oder Ventilposaune)
- 1947: - Beginnersmethode voor hoorn (Anfänger-Schule für Waldhorn)
- 1950: - Bes-tuba methode voor gevorderden (B-Baß Schule fur Fortgeschrittene)
- 1986: - Melodische studies voor dwarsfluit

### Bewerkingen
| Componist                   | Titel | Instrumentatie                       |
| --------------------------- | --- | ------------------------------------ |
| Ludwig van Beethoven        | "Freude, schöner Götterfunken" (Europa-Hymne) uit het slotdeel van de "Symfonie nr. 9"                             | voor harmonieorkest                  |
| Ludwig van Beethoven        | Treurmars | voor harmonieorkest                  |
| Paul Böhm                   | Funny clarinets, polka                                                                                             | voor 2 klarinetten en harmonieorkest |
| Frédéric Chopin             | Treurmars | voor harmonieorkest                  |
| Alfons Cibulka              | Frauenlist-Gavotte                                                                                                 | voor harmonieorkest                  |
| Hermann Dostal              | Toreador, Spaanse concertmars                                                                                      | voor harmonieorkest                  |
| Karl Eder                   | Der Klarinetten-Muckl                                                                                              | voor 2 klarinetten en harmonieorkest |
| Karl Eder                   | Der Klarinetten-Seppl                                                                                              | voor 2 klarinetten en harmonieorkest |
| Philipp Fahrbach            | Im Kahlenbergerdörfel, polka française                                                                             | voor harmonieorkest                  |
| Anton Fridrich              | Khevenhüller-Marsch Regiments- u. Defiliermarsch des ehemaligen k.u.k. Österreichischen Infanterie Regiments Nr. 7 | voor harmonieorkest                  |
| Julius Fučík                | Furchtlos und treu, mars, op. 240                                                                                  | voor harmonieorkest                  |
| Julius Fučík                | Pax vobis, treurmars, op. 281                                                                                      | voor harmonieorkest                  |
| Julius Fučík                | Schneidig vor, Defilier-Marsch, op. 79                                                                             | voor harmonieorkest                  |
| Franz Hoffmann              | Rumänischer Tanz (Danse roumaine), op. 161a                                                                        | voor harmonieorkest                  |
| Franz Hoffmann              | Ungarischer Tanz (Hongaarse dans), op. 161b                                                                        | voor harmonieorkest                  |
| Viktor M. Kostelecký        | Subaltern Marsch                                                                                                   | voor harmonieorkest                  |
| Josef Laßletzberger         | 41er Regimentsmarsch                                                                                               | voor harmonieorkest                  |
| Andreas Leonhardt           | Prinz Eugen-Marsch                                                                                                 | voor harmonieorkest                  |
| Wilhelm Lindemann           | Unter dem Grillenbanner, mars                                                                                      | voor harmonieorkest                  |
| Giovanni Marchiedo          | Grandioso-Marsch                                                                                                   | voor harmonieorkest                  |
| Rudolf Nováček              | Castaldo Marsch, op. 40                                                                                            | voor harmonieorkest                  |
| Johann Gottfried Piefke     | Der Königgrätzer                                                                                                   | voor harmonieorkest                  |
| Juventino Rosas             | Sobre las olas - Über den Wellen, wals                                                                             | voor harmonieorkest                  |
| Franz Schmid                | Philippovič-Marsch                                                                                                 | voor harmonieorkest                  |
| Hermann Josef Schneider     | Alter Deutschmeister-Marsch                                                                                        | voor harmonieorkest                  |
| Hermann Josef Schneider     | Die Fahne des Regiments Marsch                                                                                     | voor harmonieorkest                  |
| Hermann Josef Schneider     | Du liabe Wienerstadt, idyll                                                                                        | voor harmonieorkest                  |
| Hermann Josef Schneider     | Fahnentreue Marsch                                                                                                 | voor harmonieorkest                  |
| Hermann Josef Schneider     | Hochalma-Diandl'n Marsch                                                                                           | voor harmonieorkest                  |
| Hermann Josef Schneider     | Korsofahrt, Schnellpolka                                                                                           | voor harmonieorkest                  |
| Hermann Josef Schneider     | Schachkönig (Schach dem König), concertmars                                                                        | voor harmonieorkest                  |
| Hermann Josef Schneider     | Spanische Scharwache, intermezzo                                                                                   | voor harmonieorkest                  |
| Hermann Josef Schneider     | Zwei Trotzköpfchen, concertpolka                                                                                   | voor 2 bugels en harmonieorkest      |
| Johann Strauss jr.          | Frühlingsstimmen Walzer, op. 410                                                                                   | voor harmonieorkest                  |
| Johann Strauss jr.          | Geschichten aus dem Wienerwald, wals, op. 325                                                                      | voor harmonieorkest                  |
| Johann Strauss jr.          | Kaiser-Walzer, op. 437                                                                                             | voor harmonieorkest                  |
| Johann Strauss jr.          | Künstlerleben, wals                                                                                                | voor harmonieorkest                  |
| Johann Strauss jr.          | Rosen aus dem Süden, wals, op. 388                                                                                 | voor harmonieorkest                  |
| Johann Strauss jr.          | Schatz-Walzer naar motieven uit de operette "Der Zigeunerbaron", op. 418                                           | voor harmonieorkest                  |
| Johann Strauss jr.          | Wein, Weib und Gesang, wals, op. 333                                                                               | voor harmonieorkest                  |
| Johann Strauss jr.          | Wiener Blut, wals, op. 354                                                                                         | voor harmonieorkest                  |
| Joseph Strobl               | Kärntnerlieder-Variationen                                                                                         | voor 2 bugels en harmonieorkest      |
| Josef Strouhal Erwin Trojan | Altbayrischer Ländler                                                                                              | voor harmonieorkest                  |
| Josef Strouhal              | Heimkehrer-Polka                                                                                                   | voor harmonieorkest                  |
| Franz von Suppé             | Ouverture tot de operette "Leichte Kavallerie"                                                                     | voor harmonieorkest                  |
| Franz von Suppé             | Mein Österreich | voor harmonieorkest                  |
| Josef Vančura               | Hoch vom Traunstein, wals                                                                                          | voor harmonieorkest                  |
| Eduard Wagnes               | Die Bosniaken kommen, mars                                                                                         | voor harmonieorkest                  |
| Carl Michael Ziehrer        | Faschingskinder, wals, op. 382                                                                                     | voor harmonieorkest                  |
| Carl Michael Ziehrer        | Schönfeld-Marsch                                                                                                   | voor harmonieorkest                  |

## Publicaties
- "Mit im Schritt": Hans Kliment, Komponist - Bearbeiter - Verleger, 85 Jahre alt, Wien : Kliment, 1991. 64 p., ISBN 978-3-851-39002-5